# Clarkia stellata
Clarkia stellata là một loài thực vật có hoa trong họ Anh thảo chiều. Loài này được Mosquin mô tả khoa học đầu tiên năm 1962.